# イ・ミヌ (歌手)
イ・ミヌ（이민우、1979年7月28日 - ）は、韓国の歌手。神話のメンバーとして活動。血液型A型。
神話ではボーカル担当。ソロアルバムを発売。新人アイドルグループオーディション番組等にメンターとして出演してる。

## 学歴
- 南原中学校（卒業）
- 全州芸術高等学校放送文化芸術と（卒業）
- 培材大学校演劇映画学科（学部）
- 国民大学大学院

## 作品

### アルバム
- 1集「Un-Touch-Able」（2003年11月22日）
- 2集「IInd Winds」（2005年9月3日）
- 3集「Explore M」（2007年7月13日）
- 4集「M Rizing」（2008年9月23日）
- 4.5集「Minnovation」（2009年6月23日）
- 5集「M + TEN」（2014年2月6日）

### 作詞
- ジュエリー
  - 4集（2005年） - Super Star
  - 5集（2008年） - One More Time
- 草彅剛（SMAP）
  - SAMPLE BANG!（2005年） - ハヌル 〜ヨン ウォナン サラン〜
- VOS
  - 3集（2008年） - Beautiful Life

### 作曲
- キム・ドンワン
  - 1集（2007年） - My Love（feat.エリック）
- TEEN TOP
  - ミニアルバム1集（2011年） - Tell Me Why（MELODY9参加）
- Wonder Girls
  - 1集（2007年） - Move
- リン
  - 3集（2005年） - Sunshine（feat.エリック）

## 出演

### ドラマ
- MBC「ノンストップ5」（2004年〜2005）

### 映画
- 緊急措置19号（2002年）
- 円卓の天使（2006年）